# سام ليفين (ممثل)
سام ليفين (بالإنجليزية: Sam Levene)‏ هو ممثل أمريكي، ولد في 28 أغسطس 1905 في روسيا، وتوفي في 28 ديسمبر 1980 بنيويورك في الولايات المتحدة بسبب نوبة قلبية.

## أعمال

### أفلام
- (1947) تبادل إطلاق النار
- (1957) الرائحة الحلوة للنجاح
- (1957) امرأة التصميمات
- (1979) ...والعدالة للجميع

## ترشيحات
- جائزة توني لأفضل ممثل في مسرحية [الإنجليزية]‏ (1961)

## وصلات خارجية
- سام ليفين على موقع IMDb (الإنجليزية)
- سام ليفين على موقع ميوزك برينز (الإنجليزية)
- سام ليفين على موقع أول موفي (الإنجليزية)
- سام ليفين على موقع قاعدة بيانات برودواي على الإنترنت (الإنجليزية)
- سام ليفين على موقع قاعدة بيانات برودواي على الإنترنت (الإنجليزية)
- سام ليفين على موقع قاعدة بيانات برودواي على الإنترنت (الإنجليزية)
- سام ليفين على موقع قاعدة بيانات الأفلام السويدية (السويدية)
- سام ليفين على موقع قاعدة بيانات الفيلم (الإنجليزية)